# Niederried bei Interlaken
Niederried bei Interlaken is een gemeente en plaats in het Zwitserse kanton Bern, en maakt deel uit van het district Interlaken-Oberhasli.
Niederried bei Interlaken telt 340 inwoners.